# Nils Hoffmann
Nils Hoffmann (ur. 29 października 1990 r. w Mannheimie) – niemiecki wioślarz.

## Osiągnięcia
- Mistrzostwa Świata U-23 – Račice 2009 – ósemka – 2. miejsce[1].
- Mistrzostwa Świata – Poznań 2009 – ósemka wagi lekkiej – 6. miejsce[1].